# Araguina-Sennola
Araguina-Sennola est un abri sous roche et un site préhistorique situé dans la commune de Bonifacio, en Corse-du-Sud. Il a été occupé depuis le Mésolithique jusqu'aux temps modernes, avec une interruption au Moyen Âge. Il a notamment livré le squelette mésolithique de la Dame de Bonifacio.

## Localisation
Le site se trouve le long de l'avenue Sylvère-Bohn, à Bonifacio, où un panneau explicatif a été installé.

## Historique
Le site a été découvert de manière accidentelle lors de travaux d'aménagement du terrain par son propriétaire.
Il a été classé monument historique en 1988, et sa propriété a été transférée à la collectivité territoriale de Corse.

## Occupation humaine
Le site a été utilisé comme habitat temporaire et lieu de sépulture durant la Préhistoire récente. Il a été occupé du Mésolithique jusqu'aux temps modernes, avec une interruption du haut Moyen Âge jusqu'au milieu du Moyen Âge central inclus. Sa stratigraphie complète compte 53 couches sur plus de 6 m d'épaisseur. Au Mésolithique et au Néolithique, l'occupation a été intermittente, peut-être limitée à la « mauvaise saison ».

## Vestiges
En raison du sédiment calcaire, les restes fossiles humains et animaux ont été particulièrement bien conservés.
Parmi les vestiges mis au jour, le site a livré la Dame de Bonifacio, datée vers 6500 av. J.-C., l'une des plus anciennes traces d'inhumation connues en Corse. Ce squelette a été exhumé en 1972 par les archéologues François de Lanfranchi et Michel-Claude Weiss. Le site a livré d'autres sépultures plus récentes.
La Dame de Bonifacio est aujourd'hui exposée au musée de l'Alta Rocca, à Levie (Corse-du-Sud)